# Sean Goss
Sean Richard Goss (* 1. Oktober 1995 in Wegberg) ist ein englischer Fußballspieler, der bei Asteras Tripolis unter Vertrag steht.

## Karriere
Sean Goss wurde im Jahr 1995 in der deutschen Stadt Wegberg in Nordrhein-Westfalen geboren. Von 2004 bis 2012 spielte er in der Jugend von Exeter City. Im Alter von 16 Jahren wechselte Goss für eine Ablösesumme von £100.000 zu Manchester United. Im Juli 2015 nahm Goss mit der Profimannschaft der Red Devils an einer Preseason-Tour in den USA teil. Dabei absolvierte er ein Spiel gegen Paris Saint-Germain im Soldier Field von Chicago. Im November desselben Jahres saß Goss einmal auf der Ersatzbank von United. Im Ligaspiel gegen den FC Watford in der Premier League setzte ihn sein Trainer Louis van Gaal aber nicht ein. Ohne einen Einsatz in einem Pflichtspiel für Manchester absolviert zu haben, wurde der zentrale Mittelfeldspieler im Januar 2017 für eine Ablösesumme von £500.000 an die Queens Park Rangers in die zweite englische Liga verkauft. Sein Debüt als Profi gab er vier Tage nach seiner Verpflichtung gegen Newcastle United, als ihn der Trainer von QPR Ian Holloway für Darnell Furlong einwechselte. Bis zum Ende der Saison 2016/17 kam er in fünf weiteren Ligaspielen zum Einsatz. In der Hinrunde der folgenden Spielzeit fand er keine Berücksichtigung mehr in der Mannschaft. Im Januar 2018 wurde Goss bis zum Saisonende an die Glasgow Rangers in Scottish Premiership verliehen.
Am 22. September 2023 unterzeichnete Goss einen Vertrag bis Sommer 2025 beim griechischen Erstligisten Asteras Tripolis.